# Championnat de La Réunion de football 1963
Le Championnat de La Réunion de football 1963 est la 14e édition du Championnat de La Réunion de football, qui a été remportée par la SS Saint-Louisienne.

## Classement
| Rang | Équipe                   | Pts | J  | G  | N | P | Bp | Bc | Diff |
| ---- | ------------------------ | --- | -- | -- | - | - | -- | -- | ---- |
| 1    | SS Saint-Louisienne      | 36  | 14 | 10 | 2 | 2 |    |    |      |
| 2    | JS Saint-Pierroise       | 34  | 14 | 9  | 2 | 3 |    |    |      |
| 3    | US Bénédictine (P) (C)   | 28  | 14 | 7  | 0 | 7 |    |    |      |
| 4    | Stade Saint-Paulois (P)  | 28  | 14 | 6  | 2 | 6 |    |    |      |
| 5    | SS Patriote (T)          | 27  | 14 | 4  | 5 | 5 |    |    |      |
| 6    | SS Tamponnaise           | 25  | 14 | 5  | 1 | 8 |    |    |      |
| 7    | SS Juniors Dionysiens    | 24  | 14 | 4  | 2 | 8 |    |    |      |
| 8    | SS Cadets Saint-Pierrois | 22  | 14 | 3  | 2 | 9 |    |    |      |

|  | Relégation en 2e division |